# Cotorra de l'Himàlaia
La cotorra de l'Himàlaia (Psittacula himalayana) és una espècie d'ocell de la família dels psitàcids que habita boscos de l'Himàlaia, a l'est de l'Afganistan, nord del Pakistan, el Nepal i nord de l'Índia.